# Bassus aciculatus
Bassus aciculatus är en stekelart som först beskrevs av William Harris Ashmead 1889.  Bassus aciculatus ingår i släktet Bassus och familjen bracksteklar. Inga underarter finns listade.